# Verson
Verson – miejscowość i gmina we Francji, w regionie Normandia, w departamencie Calvados.
Według danych na rok 1990 gminę zamieszkiwały 3153 osoby, a gęstość zaludnienia wynosiła 304 osoby/km² (wśród 1815 gmin Dolnej Normandii Verson plasuje się na 59. miejscu pod względem liczby ludności, natomiast pod względem powierzchni na miejscu 481.).

## Współpraca
- Buk (od 2007 r.)